# Клери (Кот-д’Ор)
Клери́ (фр. Cléry) — коммуна во Франции, находится в регионе Бургундия. Департамент коммуны — Кот-д’Ор. Входит в состав кантона Понтайе-сюр-Сон. Округ коммуны — Дижон.
Код INSEE коммуны — 21180.

## Население
Население коммуны на 2010 год составляло 122 человека.
| 1962 | 1968 | 1975 | 1982 | 1990 | 1999 | 2010 |
| ---- | ---- | ---- | ---- | ---- | ---- | ---- |
| 112  | 118  | 83   | 139  | 117  | 136  | 122  |

## Экономика
В 2010 году среди 81 человека трудоспособного возраста (15—64 лет) 72 были экономически активными, 9 — неактивными (показатель активности — 88,9 %, в 1999 году было 66,3 %). Из 72 активных жителей работали 67 человек (37 мужчин и 30 женщин), безработных было 5 (4 мужчины и 1 женщина). Среди 9 неактивных 2 человека были учениками или студентами, 3 — пенсионерами, 4 были неактивными по другим причинам.